# Liste des partis politiques au Vanuatu
Le Vanuatu est une démocratie multipartite. Les partis, de plus en plus nombreux, ne peuvent plus espérer gouverner seuls depuis les années 1990, et forment des gouvernements de coalition.
On distingue des partis anglophones et des partis francophones.

## Histoire des partis au Vanuatu
Le premier parti fut le Vanua'aku Pati (« Parti de Notre Terre », en bichelamar), fondé par des anglophones dans le but de mener campagne en faveur de l'indépendance, qui fut obtenue en 1980. Les francophones s'assemblèrent en un mouvement d'opposition, défendant les intérêts de leur communauté, et formèrent l'Union des Partis modérés. Ils furent souvent rétifs à une indépendance trop rapide, d'autant que le gouvernement de transition était aux mains du Vanua'aku Pati. En outre, le Vanua'aku Pati était dirigé par le pasteur anglican Walter Lini, théoricien du socialisme mélanésien, qui engagea le pays dans une politique de non-alignement et de soutien envers les mouvements anti-coloniaux à travers le monde (notamment en Nouvelle-Calédonie voisine). A contrario, l'UPM s'affirma comme davantage conservatrice, francophile et plus généralement pro-occidentale,.
Le Vanua'aku Pati demeura au pouvoir pendant la première décennie de l'indépendance. Celle-ci fut caractérisée initialement par une grande stabilité et simplicité politique. Il n'y avait que deux grands partis, clairement distincts, qui occupaient la totalité ou la quasi-totalité des sièges au Parlement national monocaméral, et le Vanua'aku Pati était systématiquement réélu dans une majorité absolue de ces sièges. À la fin des années 1980, toutefois, les deux grands partis se scindèrent, lorsque des mouvements contestataires y émergèrent pour former de nouveaux partis. Walter Lini, évincé de la tête du Vanua'aku Pati, forma ainsi le Parti national unifié, qui devint le troisième « grand parti », tandis que le francophone Barak Sopé créait le Parti progressiste mélanésien. Depuis les élections législatives de 1991, aucun parti n'a pu remporter une majorité absolue de sièges, et les gouvernements sont donc devenus des gouvernements de coalition. Pendant la décennie 1990, deux des trois « grands partis » gouvernèrent par voie de coalitions en alternance.
Aux élections de 1998, la situation semblait ainsi stabilisée, avec seuls les trois « grands partis » représentés au Parlement, aux côtés néanmoins de onze députés sans étiquette. Dans les années 2000, toutefois, l'offre politique se diversifia à nouveau. Maxime Carlot Korman, évincé de la tête de l'UPM, fonda le Parti républicain, qui fit son entrée au Parlement. Six partis obtinrent des sièges aux élections de 2002, et ce nombre atteignit dix en 2004, puis quinze en 2008. Les coalitions gouvernementales reposaient désormais sur de larges coalitions unissant d'anciens « grands » partis aux nouveaux « petits », dans des ensembles souvent fluctuants et fragiles. Il n'est pas rare qu'une coalition se disloque et qu'une nouvelle majorité gouvernante émerge d'une législature sans qu'il soit nécessaire de procéder à de nouvelles élections législatives. L'actuel Premier ministre Edward Natapei (VP) a ainsi remanié plusieurs fois son gouvernement, au gré des petits partis quittant ou rejoignant sa coalition.
Ben Bohane, de l'Institut de Politique publique du Pacifique, à Port Vila, il n'y a plus de différence significative entre les partis, qui présentent tous essentiellement le même programme à leurs électeurs. La politique du Vanuatu, à ses yeux, n'est plus une affaire d'application d'un programme choisi par les électeurs, mais simplement de gestion de coalitions instables.

## Liste des partis actuels
- Vanua'aku Pati
- Parti national unifié (National United Party)
- Union des partis modérés
- Parti républicain de Vanuatu
- Confédération des Verts Vanuatu
- Parti populaire pour le progrès (People’s Progressive Party)
- Parti progressiste mélanésien (Melanesian Progressive Party)
- Parti travailliste du Vanuatu
- Association de la communauté nationale
- Parti de l'action populaire
- Namangi-Aute
- Nagriamel
- Parti fraternel mélanésien